# كريستيان ماورو سولدانو
كريستيان ماورو سولدانو (بالإسبانية: Cristian Mauro Soldano) (مواليد 2 يونيو 1976) هو سبّاح أرجنتيني، مثّل بلاده في الألعاب الأولمبية الصيفية 2004.

## روابط خارجية
كريستيان ماورو سولدانو على موقع الاتحاد الدولي للسباحة (الإنجليزية)
- كريستيان ماورو سولدانو على موقع أوليمبيديا (الإنجليزية)